# Distrito electoral local 16 de la Ciudad de México
El XVI Distrito Electoral Local de Ciudad de México es uno de los 33 distritos electorales locales en los que se encuentra dividido el territorio de Ciudad de México. Su cabecera es la alcaldía Tlalpan.

## Ubicación
Está formado por el extremo noreste de la alcaldía Tlalpan. Limita al norte con el distrito XXX y XXXII, ambos de Coyoacán, al sur con el distrito XIX dentro de Tlalpan, al este con el distrito XXV de Xochimilco y al oeste con el distrito XIV de Tlalpan.

## Congreso de la Ciudad de México (desde 2018)
| Diputado                           | Grupo parlamentario | Legislatura | Periodo     |
| ---------------------------------- | ------------------- | ----------- | ----------- |
| Gabriela Osorio Hernández          |                     | I           | 2018 - 2021 |
| Estrella Isabel Guadarrama Sánchez | I                   | 2021        |             |
| Daniela Álvarez Camacho            |                     | II          | 2021 - 2024 |
| Paula Alejandra Pérez Córdova      |                     | III         | 2024 -      |

## Resultados electorales

### 2021
|  | 48.9839 % |

|  | 30.1626 % |

|  | 4.3453 % |

|  | 0.8514 % |

|  | 0.6981 % |

|  | 0.3870 % |

|  | 1.3822 % |

|  | 8.0255 % |

|  | 0.1597 % |

|  | 2.4907 % |

|  | 100.00 % |